# 迈赫维特
迈赫维特（英語：Al Mahwit，阿拉伯语：‎）是也门西部迈赫维特省的首府。海拔2000米，2005年人口普查總人口數為10593人。